# Château de Sorans-lès-Breurey
Le château de Sorans-lès-Breurey est un château situé à Sorans-lès-Breurey, en France.

## Localisation
Le château est situé sur la commune de Sorans-lès-Breurey, dans le département français de la Haute-Saône.

## Historique
L'édifice est inscrit au titre des monuments historiques en 1992.